# 簿記
簿記（ぼき、英語: bookkeeping）とは、企業などの経済主体が経済取引によりもたらされる資産・負債・純資産の増減を管理し、併せて一定期間内の収益及び費用を記録することである。より平易な言い方をすると「お金やものの出入りを記録するための方法」である。記帳方法によって単式簿記と複式簿記があるが、今日では、産業革命以降、企業の大規模化に伴い一般的な記帳方式である「複式の商業簿記」を指して「簿記」と称することもある。簿記の種類には商業簿記、工業簿記、銀行簿記、農業簿記などがある。簿記は、会計学よりも会計における実務に近い部分を担当する。

## 歴史
貨幣経済の誕生･発展の中で貨幣の量の勘定･記録が必要となり、発明された。
ローマ時代の古代彫刻の中に商業帳簿が彫られていることが確認されており、その歴史は古代へさかのぼると推察されている。ローマの他、ギリシャ･バビロニア･アッシリア･エジプトなどでも古代の時点で簿記が存在していたことが推定されている。しかし、その頃の簿記は、まだ単式簿記であった。
その後、14世紀から15世紀にかけてのルネサンス期にヴェネツィア商人によって複式簿記が発明されたと考えられている。
イタリア人数学者ルカ・パチョーリ (Luca Pacioli) が1494年に出版した『算術、幾何、比及び比例要覧』（通称『スムマ』、原題: Summa de arithmetica, geometria, proportioni e proportionalità）の中で複式簿記が紹介されており、この本は組織的に行われた複式簿記の存在を記述する最古の文献として知られている。なお、この本で複式簿記が紹介されたことが、ヨーロッパ中に複式簿記が広まるきっかけとなった。
当時のイタリアでは、前期的商業資本の台頭に伴い、商品生産・商品取引が発展しつつあった。そのような経済状況の中で、それまで普及していた債権・債務の記帳法（擬人法）は継承しながら、商品勘定（口別商品勘定）などの物的勘定、資本勘定及び名目勘定（損益勘定）を導入して、組織的簿記が完成された。
現在では、単に「簿記」という場合、「複式簿記」を指すのが一般的である。複式簿記においては、たとえば財貨で物品を購入した場合、物品を得たという事実と財貨を失ったという、取引における2側面を遺漏なく記録しようとする。神聖ローマ帝国（現在のドイツ）の文豪ヨハン・ヴォルフガング・フォン・ゲーテは、「簿記こそ、人間の精神が生んだ最も美しいものの1つである。」と述べている。 
日本では、1873年（明治6年）6月に福沢諭吉が日本初の簿記書である『帳合の法』初編を出版したのに続き、10月には加藤斌の『商家必用』、12月に大蔵省の『銀行簿記精法』と、西洋式簿記書が相次いで刊行され、洋式簿記の導入が始まっている。1879年（明治12年）には福澤諭吉が創設した簿記講習所において簿記教育が始まった。詳細は日本会計史学会長工藤栄一郎「明治初期における簿記知識の社会普及と『帳合之法』および慶應義塾の貢献」（福澤諭吉年鑑 50号 pp.23-38 2023年12月）に譲る。当時はまだ「簿記」の訳語はあてられていなかったが、その経緯の詳細は別節「和訳の由来」で説明する。
令和の現在、日本では、福沢諭吉の簿記講習所に由来する簿記教育の伝統を専門高校である商業高等学校（商業に関する科目設置校）において文部科学省高等学校学習指導要領（平成 30 年告示）に基づき、高大連携を含む大学商学部水準の簿記教育（放送大学選科履修生・科目履修生含む）を教授している。日商簿記検定1級を取得し、税理士試験や公認会計士試験受験する等の簿記教育の広がりを見せている。日本各地の名門商業高等学校の卒業後の進路として、簿記教育の素養を生かし税務大学校普通科を経て税務職員として活躍している。

## 簿記の分類

### 単式簿記と複式簿記
簿記の表記方法（記帳法）には、単式簿記と複式簿記の2種類がある。詳しくは各項目を参照されたい。
正確かつ公正に記述できる方法が確立している複式簿記は、企業会計や公益法人会計・独立行政法人会計などに広く用いられている。簿記といえば、多くの場合は複式簿記を前提とする。以下、特に注釈がない場合、複式簿記を指すものとして論じる。職業としては税理士がいる。税理士試験（国税審議会が行う国家試験）では会計学に関連する出題科目は、簿記論と財務諸表論である。

### 経済活動による分類
経済主体（企業・政府など）の経済活動に応じた簿記の方法論がある。代表的なものに商業簿記と工業簿記がある。

#### 商業簿記
完成している商品を仕入れて販売する会社の財務状態を管理するための記帳方式。最も基本的な簿記である。ただし、どの会社にも共通する決算に関する会計処理や、固定資産の償却処理なども「商業簿記」として取り扱うことがある。

#### 工業簿記
材料を仕入れ、製造し、製品を販売する会社の財務状態を記録・計算・報告するための記帳方式。その製品を作るために必要な経費を材料費や製造作業員の賃金、製造機器のランニングコストなどから算出するには複雑な計算手続きを必要とするため原価計算の理論を主に用いる。簡便法としての商的工業簿記も存在する。

#### その他の応用簿記
基本的な簿記である商業簿記に対して、それ以外の簿記のことを応用簿記と称する。
- 農業簿記:工業簿記のように原価計算を伴う。個人事業主の多い日本の農業では、家計との区別をつける意味合いも持つ。
- 林業簿記: 農業簿記と同様に、第一次産業である林業における簿記。
- 漁業簿記: 漁場料や餌代といった経費を特徴とする漁業における簿記。
- 建設業簿記: 大規模な資金と労働力、そして長期間掛かる建設業のための簿記である。
- 銀行簿記: 貨幣を商品とする企業と考えることができる。
- 官用簿記: 収入は税金であり、財務状況（収支）をみるために主に使われる。単式簿記が主流。
- 組合簿記: 非営利団体であり、収支均衡に着眼点がある。
- 農協簿記: 農業協同組合で使われる。農協で使う様々な業種をカバーする。
- 家計簿記: いわゆる家計簿。貯金以外の現金の収支を記した単式簿記が多い。
- 社会福祉会計簿記:社会福祉法人で使用する、特殊な処理などがある「社会福祉法人会計基準」をもとにした簿記。

## 補説

### 和訳の由来
日本における洋式簿記の導入は、1873年（明治6年）の福澤諭吉・加藤斌・大蔵省による洋式簿記書の刊行を嚆矢とするが、1874年（明治7年）以前の英語辞書では Bookkeeping の訳は多くの場合「帳面算用を主ること」とされ、「簿記」の訳語はまだ使用されていなかった。
西洋式簿記導入以前の日本固有の帳簿記入は「帳合（ちょうあい）」と称されており、福澤諭吉はこれを踏まえて訳語に「帳合」を充て、 "Bryant & Stratton's Common School Book-keeping" を翻訳し『帳合の法』を著したが、後に福澤全集緒言において「ブックキーピングを帳合と訳して、簿記の字を用ひざりしは、余り俗に過ぎたる故か、今日世に行はるるを見ず」と述べている。
一方、『商家必用』は「記簿法」という語を簿記書として最初に使用したものであるが、記簿法という語自体は明治5年8月の文部省学制において既に使用されていた。また文部省は小・中学校の教科書として1875年（明治8年）に日本初の学校用簿記教科書『馬耳蘇氏記簿法』を、1876年（明治9年）に『馬耳蘇氏複式記簿法』を刊行するなど、「記簿法」の語は文部省を中心に広く用いられた。
『銀行簿記精法』は大蔵省に招かれたスコットランド人アラン・シャンド (Alexander Allan Shand) の原著を大蔵省が翻訳・校正した日本初の複式簿記書で、1872年（明治5年）8月に公布・11月に施行された国立銀行条例に基いて設立された国立第一銀行など150行ほどの銀行が、統一的な銀行簿記を行わせる目的で編集されたものである。同条例第24条には「銀行簿記」とあり、これが書名『銀行簿記精法』に採り入れられた。明治初期、諸官庁では「帳簿に書きしるす」という広い意味で「簿記」の語が既に常用語として使われていた。これは、1869年（明治2年）の集議院建白取扱規則に「…姓名月日を簿記すべきこと」とあるのが最初の用例とされる。以降、次第に今日の簿記の意味に限定されて大蔵省の組織名（例: 簿記課）や通則などで使用されるようになり、前述の国立銀行条例でも用いられることとなった。『銀行簿記精法』は銀行簿記のバイブル的存在として国立銀行のみならず普通銀行にまで幅広く適用され、その後刊行された『銀行簿記例題』『銀行簿記用法』などと共に実業界にも広く普及した。
このように Bookkeeping の訳語としては、初め明治6年に「帳合」「記簿」「簿記」などが充てられた簿記書が刊行されたが、「帳合」は1879年（明治12年）・1880年（明治13年）ごろ、「記簿」は1882年（明治15年）・1883年（明治16年）以後標題には見られなくなり、明治20年には簿記書の標題に「簿記」の語を使用することが一般的となっていった。
なお、Bookkeeping（ブックキーピング）を「ブッキー」や「ボッキー」と略し、それが「ブキ」「ボキ」となり、漢字を充て「簿記」の語源となったとする説について、簿記史研究者・日大商学部教授の西川孝治郎は論文『簿記の語源について』（慶應義塾大学『三田商学研究』第7巻第2号、1964年）の中で「茶話に過ぎないことは明らかである」と述べ、退けている。

## 日本の簿記検定
簿記に関する基礎知識、実務、計算の能力を判定するための検定試験として各種の簿記検定があり、日本では日本商工会議所をはじめ複数の団体により実施されている。

### 簿記の日
公益社団法人全国経理教育協会が制定。日付は簿記の原点である福沢諭吉の訳本「帳合之法」が1873年（明治6年）の2月10日に慶応義塾出版局から発行されたことによる。